# Rhizopogon ochraceorubens
Rhizopogon ochraceorubens är en svampart som beskrevs av A.H. Sm. 1966. Rhizopogon ochraceorubens ingår i släktet Rhizopogon,  och familjen hartryfflar.  Arten är reproducerande i Sverige. Inga underarter finns listade.